# Delrioíta
La delrioíta es un mineral, incluido en la categoría de los óxidos en la clasificación de Strunz. Fue  descubierto en las escombreras de la galería Hummer de  la mina de vanadio Jo Dandy, en el condado de Montrose, Colorado (USA). El nombre es un homenaje a Andrés Manuel del Río, mineralogista español que fue el primer descubridor del vanadio.

## Propiedades físicas y químicas
La delrioíta es el análogo de calcio y estroncio de la calciodelrioíta. Se encuentra como eflorescencias, formando pequeños agregados de microcristales aciculares de color verde amarillento como producto de alteración en algunas mineralizaciones de vanadio en areniscas. Es soluble en agua.  El mineral se oscurece cuando se expone a la luz. Cuando pierde agua se transforma en metadelrioíta.

## Yacimientos
La delrióíta es un mineral extraordinariamente raro. Solamente ha aparecido, en cantidades muy pequeñas, en tres localidades en el mundo: la localidad tipo, en la que aparece asociado a metadelrioíta y a  metarossita,  otra en el mismo condado, y una tercera en el distrito minero de Pahranagat, en Nevada (USA).